# 김상범 (가수)
김상범(1938년 7월 26일 ~ 2004년 1월 14일)은 대한민국의 가수, 작곡가이다. 세방기획의 대표자이며 전속가수는 현숙, 박일준이 있다.
1938년 대전 목동에서 태어나 서울의 서라벌예술대학의 연극영화과를 전공한 뒤 영화감독을 꿈꿨지만 실패하여 가수의 길을 걷게되었다.
오아시스레코드사에서 김상범,장도연 (인생잔치 / 오뚜기 인생) 김상범의 첫 앨범을 제작하였다. 히트곡으로는 오뚜기 인생, 섭씨 100도, 괄세 마오, 오! 진아등 여러 히트곡으로 인기를 끌었다.
이후 고혈압, 신장악화 등 여러 병세를 보이다 2004년 1월 14일 한양대학병원에서 사망하였다.

## 학력
- 서라벌예술대학교 연극영화과

## 경력
- 세방기획의 대표자

## 음반
- 1971년 김상범,장도연(인생잔치/오뚜기 인생)
- 1973년 김상범 독집(천생연분/오뚜기 인생)
- 1974년 김상범/정진아
- 1974년 김상범 독집(실과 바늘/예쁜엽서)
- 1977년 김상범 & 박일준 신곡모음(오! 진아/강건너 내고향)